# Ab Eveleens
Albert (Ab) Eveleens (Aalsmeer, ca. 1923 - 2003) was een Nederlands politicus van de PvdA.
Zijn vader had een bloemenkwekerij in Aalsmeer, maar omdat zijn oudere broers daar al werkten koos hij voor wat anders en werd volontair bij de gemeente Aalsmeer. Later ging hij werken bij de gemeente Naaldwijk, waar hij het bracht tot chef afdeling financiën en in 1966 werd hij de gemeentesecretaris van Voorschoten. Begin 1972 gaf hij die functie op in verband met zijn aanstelling tot hoofd van de inspectie gemeentefinanciën van het ministerie van Binnenlandse Zaken. Daarnaast was hij vanaf 1974 wethouder in Voorschoten. In januari 1981 gaf Eveleens na een conflict dat wethouderschap op en twee maanden later volgde zijn benoeming tot waarnemend burgemeester van Mijnsheerenland. In januari 1984 fuseerde Mijnsheerenland met vier andere gemeenten tot de gemeente Binnenmaas waarmee zijn functie kwam te vervallen.
Eveleens overleed in 2003 op 80-jarige leeftijd.